# Komuna e Farkës
Komuna e Farkës är en kommun i Albanien.   Den ligger i prefekturen Qarku i Tiranës, i den centrala delen av landet, 6 km sydost om huvudstaden Tirana.
```
Runt Komuna e Farkës är det tätbefolkat, med 
570
 invånare per kvadratkilometer.
[
2
]
```